# 杜马乡
杜马乡，是中华人民共和国山西省运城市平陆县下辖的一个乡镇级行政单位。

## 行政区划
杜马乡下辖以下地区：
东坪头村、马村、杜村、辛庄村、向东村、柏池村、柏坂村、贤良村、上村、柳沟村、东车村、么岭村、南村、龙源村和砖窑村。